# 皮奧內爾斯凱 (科諾托普區)
51°39′11″N 33°17′7″E / 51.65306°N 33.28528°E
皮奧內爾斯凱（烏克蘭語：Піонерське）是位於烏克蘭東北部的舊村莊，曾由蘇梅州的克羅列韋茨區負責管轄，並於2015年被註銷。該村處於格利斯強卡河畔，距離埃斯曼河3公里，海拔高度133米。